# Deutz D 15
Der D 15 ist ein Traktor der Marke Deutz aus der Deutz D-Serie. Er war während seiner Bauzeit das kleinste und schwächste Modell von Deutz. Mit dem D 15 wurde das letzte Modell auf die Bezeichnungen der D-Serie umgestellt.

## Geschichte
Mit dem D 15 wurde 1959 der kleinste Vertreter der D-Serie eingeführt. Damals kostete er 5.450 DM, was nach heutiger Kaufkraft 15.426 Euro entspricht. Er ersetzte den in wesentlich höheren Stückzahlen produzierten F1L 712. Aufgrund der immer größer werdenden landwirtschaftlichen Betriebe sank der Bedarf an Traktoren in dieser niedrigen Leistungsklasse beträchtlich. Aus diesem Grund wurde die Fertigung des Deutz eigenen 6/3-Getriebes, welches im F1L712 zum Einsatz kam, wegen mangelnder Rentabilität eingestellt. Für den D 15 wurde nun ein Getriebe von ZF Friedrichshafen zugekauft. Er wurde von 1959 bis 1962 bei Deutz in Köln und von 1962 bis 1964 bei Fahr in Gottmadingen hergestellt. Der Deutz D 15 war der letzte Einzylindertyp des Herstellers.

## Technik
Obwohl der D 15 wie der F1L712 mit einem F1L712-Motor ausgerüstet wurde, leistet dieser hier 1 PS mehr. Der Hauptunterschied liegt aber bei dem verwendeten Getriebe: Statt des 6/3-Getriebes von Deutz kam nun ein A-4 6/2 Getriebe von ZF zum Einsatz. Dieses verfügt über eine erste Gangstufe, die als voll belastbarer Kriechgang mit Geschwindigkeiten zwischen 0,4 und 1,5 km/h genutzt werden kann. Darüber hinaus besitzt der luftgekühlte Motor neben Leichtmetallkolben mit zwei Ölschlitzringen und drei Kolbenringen, auch einen Feinöl- und Siebfilter sowie eine arretierbare Drehzahl. Die Kupplung stammt von Fichtel & Sachs, der Dreipunkt-Kraftheber mit 620 kg Hubkraft von Bosch. Obwohl der größte Teil der Produktion mit Hydraulik bestellt wurde, bot Deutz auch eine Version ohne Kraftheber unter der Bezeichnung D 15 N an.

### Plantagenversion
Gleichzeitig wurde auch eine Plantagenversion mit der Bezeichnung D 15 P hergestellt. Der Hauptunterschied zur Normalversion besteht darin, dass eine schmalere Vorderachse und das Getriebe ZF A-4P verbaut wurden; so wurde die Breite auf 920 mm verringert. Er weist auch kleinere Reifen und eine geringere Bodenfreiheit auf.

### Technische Daten
|                                  | D 15                                                                       | D 15 P                                                  |
| -------------------------------- | -------------------------------------------------------------------------- | ------------------------------------------------------- |
| Motorbauform                     | Ein stehender Zylinder                                                     | Ein stehender Zylinder                                  |
| Treibstoff                       | Diesel                                                                     | Diesel                                                  |
| Verbrennungsverfahren            | Viertaktmotor                                                              | Viertaktmotor                                           |
| Gemischaufbereitung              | Wirbelkammereinspritzung                                                   | Wirbelkammereinspritzung                                |
| Kühlung                          | Gebläsekühlung                                                             | Gebläsekühlung                                          |
| Hubraum in cm³                   | 850                                                                        | 850                                                     |
| Leistung in kW (PS) bei min−1    | 10,3 (14) bei 2400                                                         | 10,3 (14) bei 2400                                      |
| Höchstgeschwindigkeit in km/h    | ca. 20                                                                     | ca. 20                                                  |
| Antriebsart                      | Hinterradantrieb                                                           | Hinterradantrieb                                        |
| Kraftübertragung                 | 6 Vorwärts- und 2 Rückwärtsgänge 1. Gang als Kriechgang                    | 6 Vorwärts- und 2 Rückwärtsgänge 1. Gang als Kriechgang |
| Motorzapfwellendrehzahl in min−1 | 540                                                                        | 540                                                     |
| Hydraulik                        | optional KAT. I 620 kg Hubkraft                                            | optional KAT. I 620 kg Hubkraft                         |
| Standardbereifung                | vorne: 4.00 – 16 optional: 5.00 – 16 hinten: 8-24 optional: 9-24 oder 9-28 | vorne: 4.40 – 12 hinten: 8.3 – 24 optional 9.5 – 24     |
| Bauart                           | Blockbauweise, Rahmenlos                                                   | Blockbauweise, Rahmenlos                                |
| Leergewicht in kg                | 920 (1000 mit Hydraulik)                                                   | 920                                                     |
| Radstand in mm                   | 1690                                                                       | 1690                                                    |
| Spurweite in mm                  | vorne: 1290 hinten: 1250                                                   | vorne: 740 – 860 hinten: 702 – 1062                     |
| L × B × H in mm                  | 2645 × 1545 × 1500                                                         | 2645 × 920 × 1490                                       |